# Monal-de-cauda-azul
Faisão-esplêndido, monal-de-cauda-azul ou monal-de-rabo-azul (Lophophorus lhuysii) é uma espécie de faisão, pertencente à família Phasianidae. É uma ave galiforme com cabeça verde, pescoço dourado e vermelho, dorso azul e cauda azul cobalto.